# Wolbecker Tiergarten

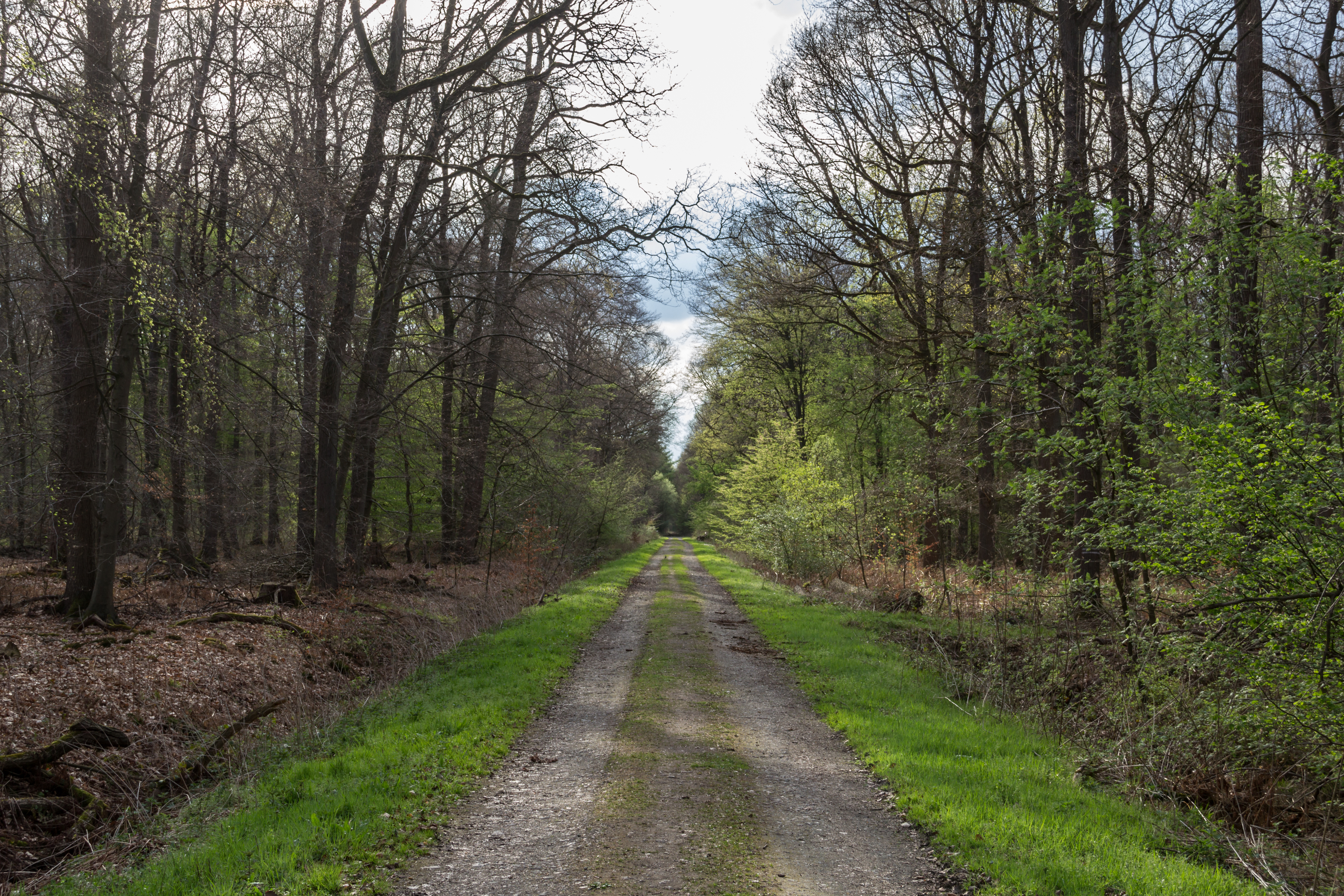
Weg im NSG Wolbecker Tiergarten

Das Naturschutz- und FFH-Gebiet Wolbecker Tiergarten liegt in dem rund 350 Hektar großen Staatsforst Wolbeck in Münster.

## Geographie

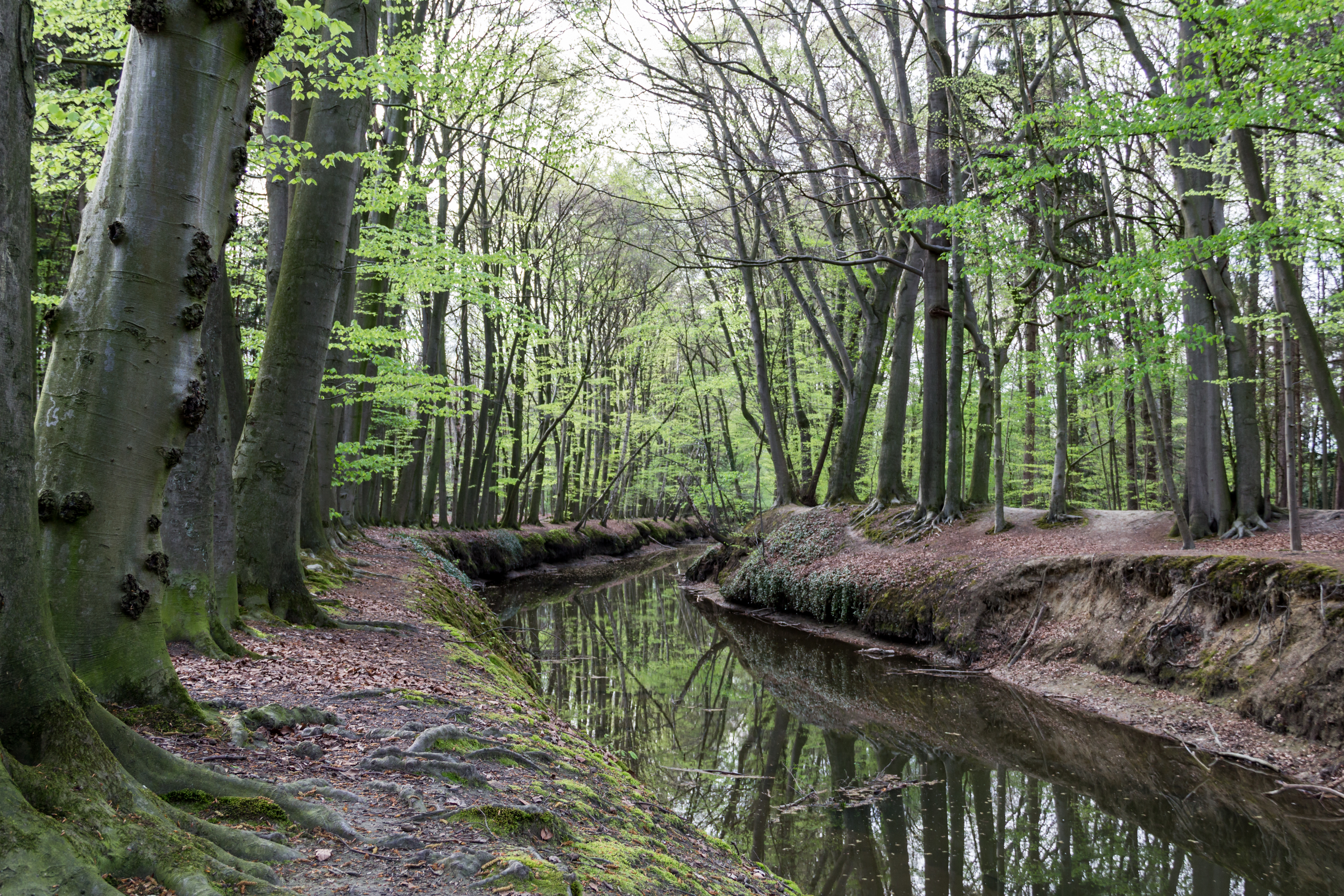
Angel im NSG Wolbecker Tiergarten

Der Wolbecker Tiergarten erstreckt sich über eine Fläche von 288 Hektar im äußersten Südosten von Münster. Im Norden und im Westen grenzt der Tiergarten an den Stadtteil Münster-Wolbeck; im Süden wie im Osten stellt er die Grenze zum Kreis Warendorf dar.
Durch die Angel, die von Osten nach Westen durch den Wald fließt, wird der Tiergarten in einen kleineren nördlichen Teil und einen größeren südlichen Teil getrennt. Den nördlichen Teil bezeichnet man auch als Kellingholz.
Die Wege des Tiergartens sind rasterförmig angelegt. Nur die Straße Tiergarten ist asphaltiert (im weiteren Verlauf mit einer Schotterdecke), ansonsten dominieren typische Waldwege. An insgesamt drei Stellen befinden sich Brücken über die Angel.

## Geschichte

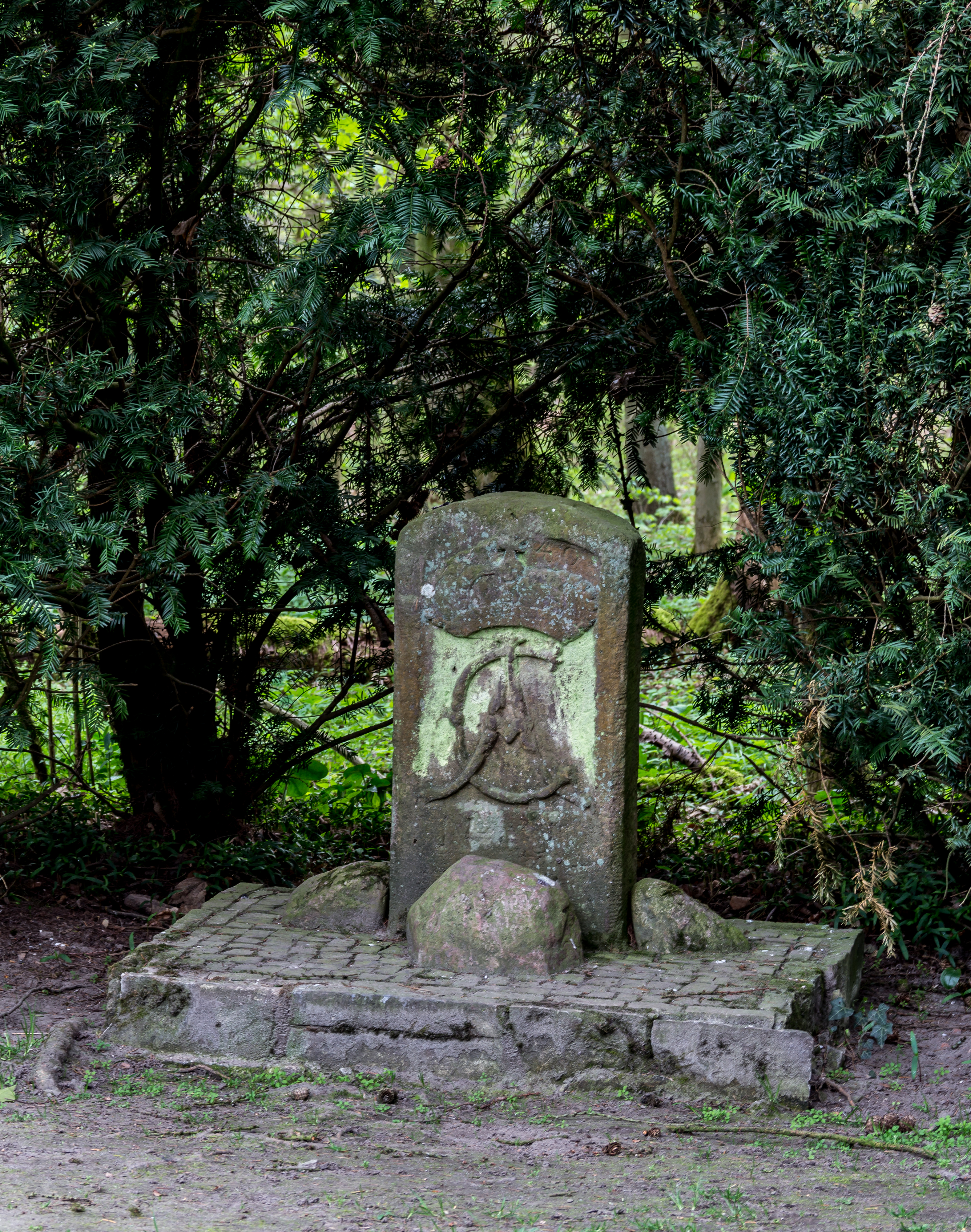
Stein mit Initialen C.A. des Fürstbischofs Clemens August, Kurfürstenhut und Jahreszahl 1740 im NSG

Der heutige Staatsforst wurde wahrscheinlich erstmals im 12. Jahrhundert in einer bewaldeten Mark angelegt, damit ist er einer der ältesten Forste im Münsterland. Die heutige charakteristische Form des Tiergartens und auch seinen Namen erhielt der Wald allerdings erst im 18. Jahrhundert. Zwar wurde der Tiergarten bereits in den Jahren davor von den Fürstbischöfen von Münster als Jagdpark genutzt, allerdings war es der Fürstbischof Clemens August I. von Bayern, der um 1740 dem Tiergarten seine heutige Form gab und die breiten, rasterförmigen Wege anlegen sowie die Erdwälle an den Waldrändern aufschütten ließ. Aus dieser Zeit stammt bis heute der Grenzstein gegenüber dem alten Forsthaus, das jedoch schon 1712 errichtet wurde.
Um das Jahr 1770 wurde der Tiergarten alleiniges Jagdrevier der Fürstbischöfe von Münster, da man in diesem Jahr den Forst von Sassenberg aufgab. Die Fürstbischöfe nutzten allerdings den Wald nicht nur zur Jagd, sondern auch zur Erholung.
Mit der Säkularisation 1803 geriet der Tiergarten in preußische Hand. Die Preußen unter General Gebhard Leberecht von Blücher schossen das letzte Wild des Tiergartens und nutzten den Wald seitdem zur Holzwirtschaft. Trotz kurzfristiger französischer Besatzung änderte sich daran nichts.
Um 1890 wurde der Tiergarten zunehmend zur Erholung von münsterschen Bürgern genutzt. Im Forsthaus wurde ein kleines Lokal eröffnet, das recht schnell große Beliebtheit erlangte. 1914 wurde es jedoch geschlossen, dafür wurde in den 1920er Jahren eine Kaffeewirtschaft auf dem Hof Markfort eröffnet, die bis 1943 betrieben wurde. Die alten Hinweisschilder am Hof sind noch heute vorhanden.
In den 1930er Jahren wurde angeregt, auf den Wiesen an der Angel zwischen Tiergarten und Kellingholz eine kleine Badeanstalt einzurichten, die Pläne wurden allerdings verworfen.
Der Tiergarten wurde in der Nachkriegszeit als Staatsforst Münster genutzt. 1980 wurde die Angel in Höhe des Tiergartens letztmals begradigt, zum Ausgleich wurde ein Altarm als „Biotop“ hergerichtet, der im Winter als Schlittschuhbahn genutzt wird. Der Tiergarten besaß zwar bereits 1911 ein kleines Naturschutzgebiet, doch erst 2005 wurde der gesamte Tiergarten zum Naturschutzgebiet erklärt. Gleichzeitig erfolgte die Meldung als Schutzgebiet nach der Richtlinie 92/43/EWG (Fauna-Flora-Habitat-Richtlinie) der Europäischen Union. Naturschutz- und FFH-Gebiet sind etwa 287 ha groß.

## Flora und Fauna

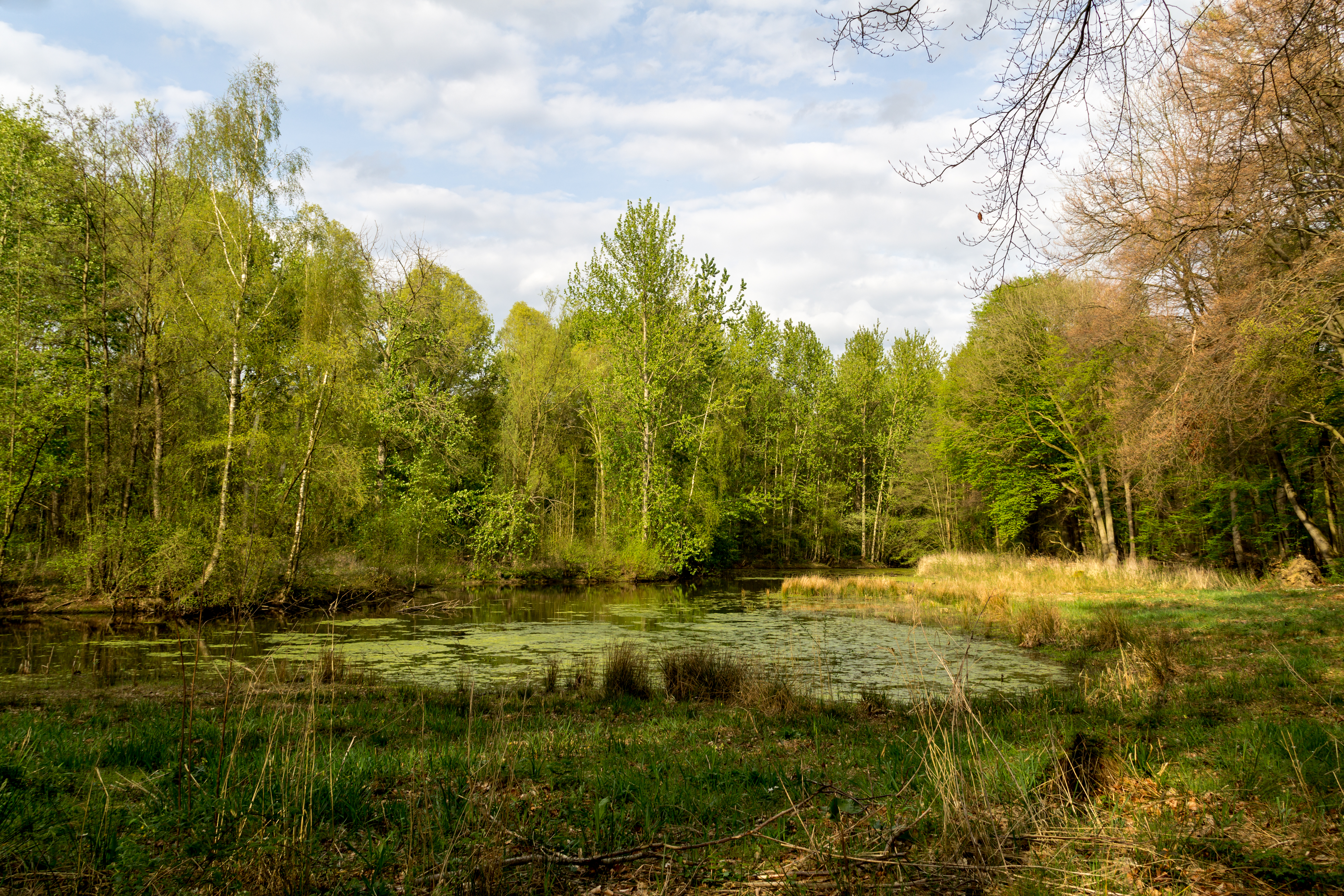
Naturwaldzelle Teppes Viertel im Wolbecker Tiergarten

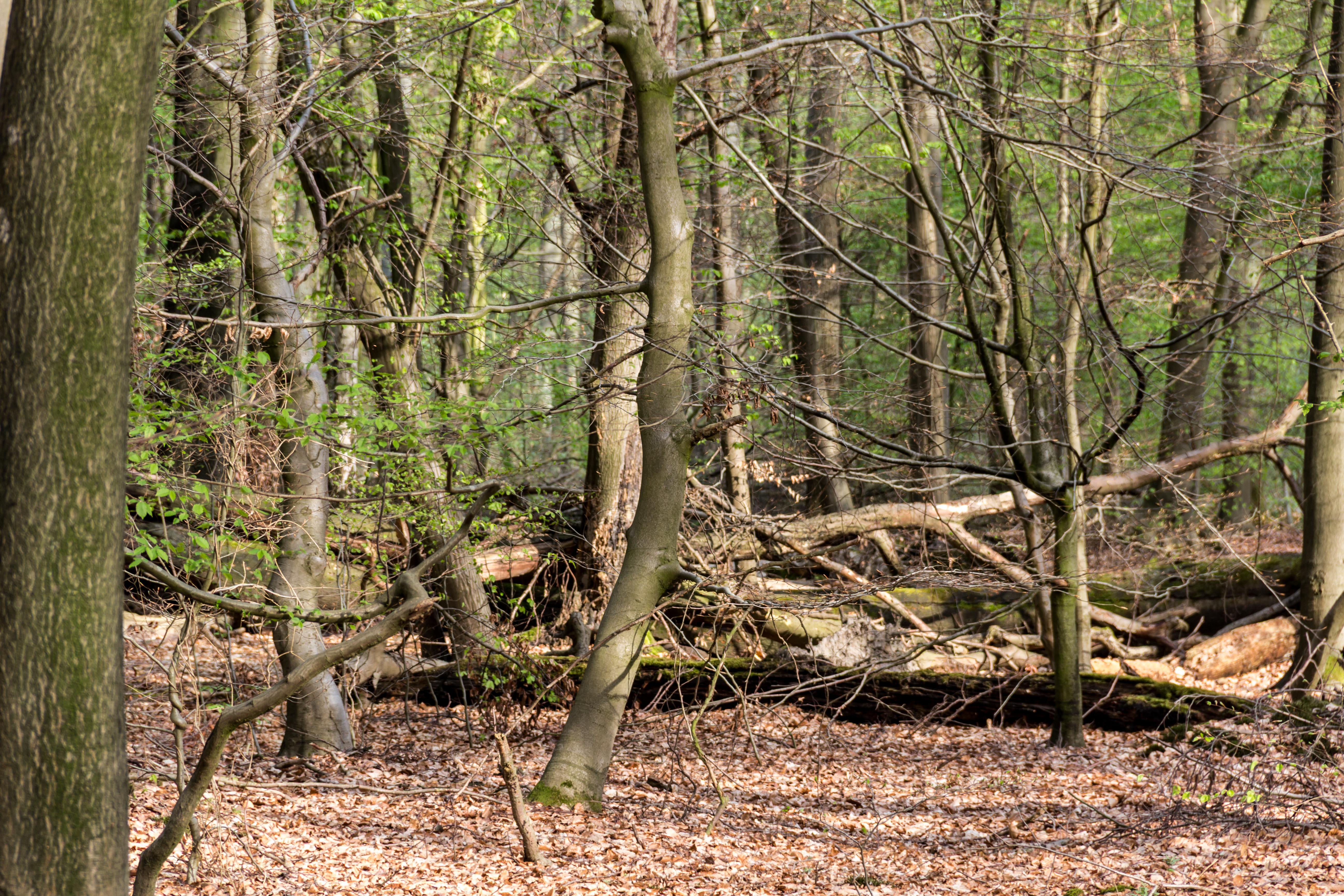
Totholz in der Naturwaldzelle Teppes Viertel

Mit seinem naturnahen Laubbaumbestand (Hainsimsen-Buchenwald bzw. Stieleichen-Buchenwald) stellt der Wolbecker Tiergarten ein Naturschutzgebiet von überregionaler Bedeutung dar. Hauptsächlich dominieren v. a. durch forstliche Eingriffe Buchen, die überwiegend auf Pseudogley stocken. Auf diesen Standorten sind die Buchen allerdings durch Stürme besonders gefährdet. Der oft hohe Grundwasserspiegel wird durch ein Netz von Entwässerungsgräben reguliert.
Der Wolbecker Tiergarten gilt als ein totholzreiches Waldgebiet. Das macht das Gebiet als Lebensraum für Flechten und Moose sowie Insekten besonders interessant.
Bereits im 19. Jahrhundert wurde über den seltenen Pflanzen- und Tierbestand berichtet. Heute sind es insbesondere Amphibien, Fledermäuse und höhlenbrütende Vögel (v. a. Mittelspecht) aber auch ein Wespenbussardvorkommen, die besondere Beachtung verdienen. Eine Feuersalamander-Population lebt im Wolbecker Tiergarten, die isoliert ist. Die nächsten Nachbarpopulationen gibt es erst in rund 20 km Entfernung.
Die Gründe für diesen Artenreichtum liegen insbesondere in der landschaftlichen Geschlossenheit des Wolbecker Tiergartens und in seiner für münsterländische Verhältnisse überdurchschnittlichen Größe. Der wesentlichste Aspekt dürfte die Tatsache sein, dass dieser Wald selbst die mittelalterlichen Rodungen und Waldverwüstungen dank der fürstbischöflichen Protektion vergleichsweise gut überstanden hat. Nicht wenige Bäume weisen ein Alter von 200 Jahren auf; der älteste Baum soll die Donnereiche mit einem Alter von 300 Jahren und einem Stammumfang von 4,70 m sein.